# Lago de Lucendro
O Lago Lucendro é um lago de barragem próximo ao Passo de Montanha de São Gotardo no município de Airolo do cantão de Ticino, na Suíça. A parede da barragem deste lago tem uma altura de 73 m foi concluída em 1947.